# Balnot-la-Grange
Balnot-la-Grange est une commune française, située dans le département de l'Aube en région Grand Est.

## Géographie
| Maisons-lès-Chaource | Pargues                          | Bagneux-la-Fosse    |
| Chesley              | Balnot-la-Grange                 |                     |
| Étourvy              | Villiers-le-Bois Arthonnay Yonne | Bragelogne-Beauvoir |

La Marve y prend sa source et traverse tout le canton de Chaource pour aller se jeter dans l'Hozain aux Bordes Lantages.

### Hydrographie

#### Réseau hydrographique
La commune est dans la région hydrographique « la Seine de sa source au confluent de l'Oise (exclu) » au sein du bassin Seine-Normandie. Elle est drainée par la Marve,.
La Marve, d'une longueur de 20 km, prend sa source dans la commune d'Arthonnay et se jette  dans l'Hozain à Lantages, après avoir traversé six communes.

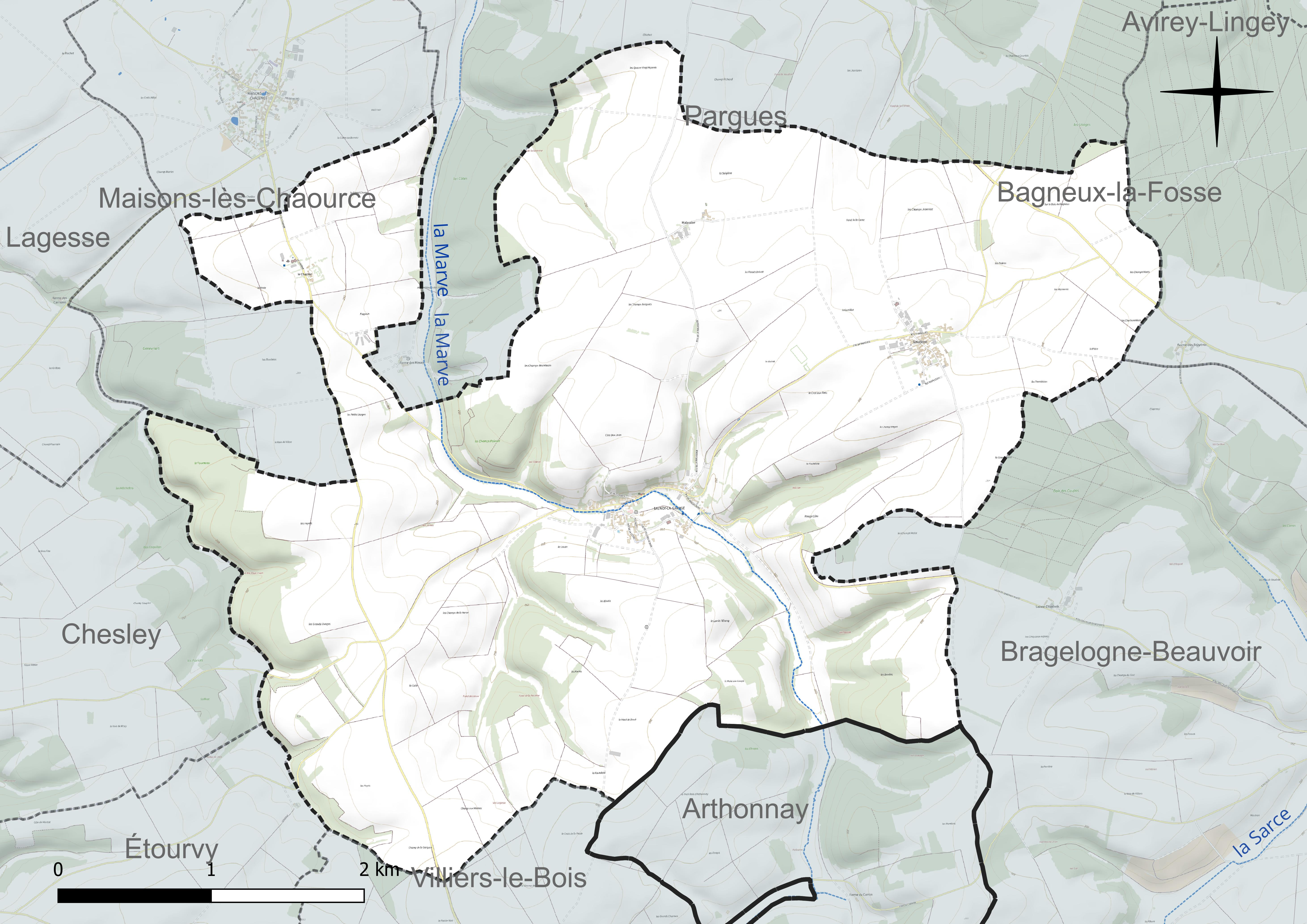
Réseau hydrographique de Balnot-la-Grange.

#### Gestion et qualité des eaux
Le territoire communal est couvert par le schéma d'aménagement et de gestion des eaux (SAGE) « Armançon ». Ce document de planification concerne le territoire du bassin versant de l'Armançon qui s’étend sur 3 100 km2 et se répartit sur trois départements (l'Aube, l'Yonne et la Côte-d'Or). Il a été approuvé le 6 mai 2013. La structure porteuse de l'élaboration et de la mise en œuvre est le syndicat mixte du bassin versant de l'Armançon (SMBVA).
La qualité des cours d’eau peut être consultée sur un site dédié géré par les agences de l’eau et l’Agence française pour la biodiversité.

### Climat
Pour des articles plus généraux, voir Climat du Grand Est et Climat de l'Aube.
En 2010, le climat de la commune est de type climat océanique dégradé des plaines du Centre et du Nord, selon une étude du Centre national de la recherche scientifique s'appuyant sur une série de données couvrant la période 1971-2000. En 2020, Météo-France publie une typologie des climats de la France métropolitaine dans laquelle la commune est exposée à un climat océanique altéré et est dans la région climatique Lorraine, plateau de Langres, Morvan, caractérisée par un hiver rude (1,5 °C), des vents modérés et des brouillards fréquents en automne et hiver.
Pour la période 1971-2000, la température annuelle moyenne est de 10,2 °C, avec une amplitude thermique annuelle de 15,3 °C. Le cumul annuel moyen de précipitations est de 827 mm, avec 12,2 jours de précipitations en janvier et 8,5 jours en juillet. Pour la période 1991-2020, la température moyenne annuelle observée sur la station météorologique de Météo-France la plus proche, « Cruzy_sapc », sur la commune de Cruzy-le-Châtel à 14 km à vol d'oiseau, est de 11,1 °C et le cumul annuel moyen de précipitations est de 845,8 mm. 
La température maximale relevée sur cette station est de 40,7 °C, atteinte le 25 juillet 2019 ; la température minimale est de −21 °C, atteinte le 16 janvier 1985,,.
Les paramètres climatiques de la commune ont été estimés pour le milieu du siècle (2041-2070) selon différents scénarios d'émission de gaz à effet de serre à partir des nouvelles projections climatiques de référence DRIAS-2020. Ils sont consultables sur un site dédié publié par Météo-France en novembre 2022.

## Urbanisme

### Typologie
Au 1er janvier 2024, Balnot-la-Grange est catégorisée commune rurale à habitat très dispersé, selon la nouvelle grille communale de densité à 7 niveaux définie par l'Insee en 2022.
Elle est située hors unité urbaine et hors attraction des villes,.

### Occupation des sols
L'occupation des sols de la commune, telle qu'elle ressort de la base de données européenne d’occupation biophysique des sols Corine Land Cover (CLC), est marquée par l'importance des territoires agricoles (85,6 % en 2018), une proportion identique à celle de 1990 (85,6 %). La répartition détaillée en 2018 est la suivante : 
terres arables (81,5 %), forêts (14,4 %), zones agricoles hétérogènes (2,5 %), prairies (1,5 %). L'évolution de l’occupation des sols de la commune et de ses infrastructures peut être observée sur les différentes représentations cartographiques du territoire : la carte de Cassini (XVIIIe siècle), la carte d'état-major (1820-1866) et les cartes ou photos aériennes de l'IGN pour la période actuelle (1950 à aujourd'hui).

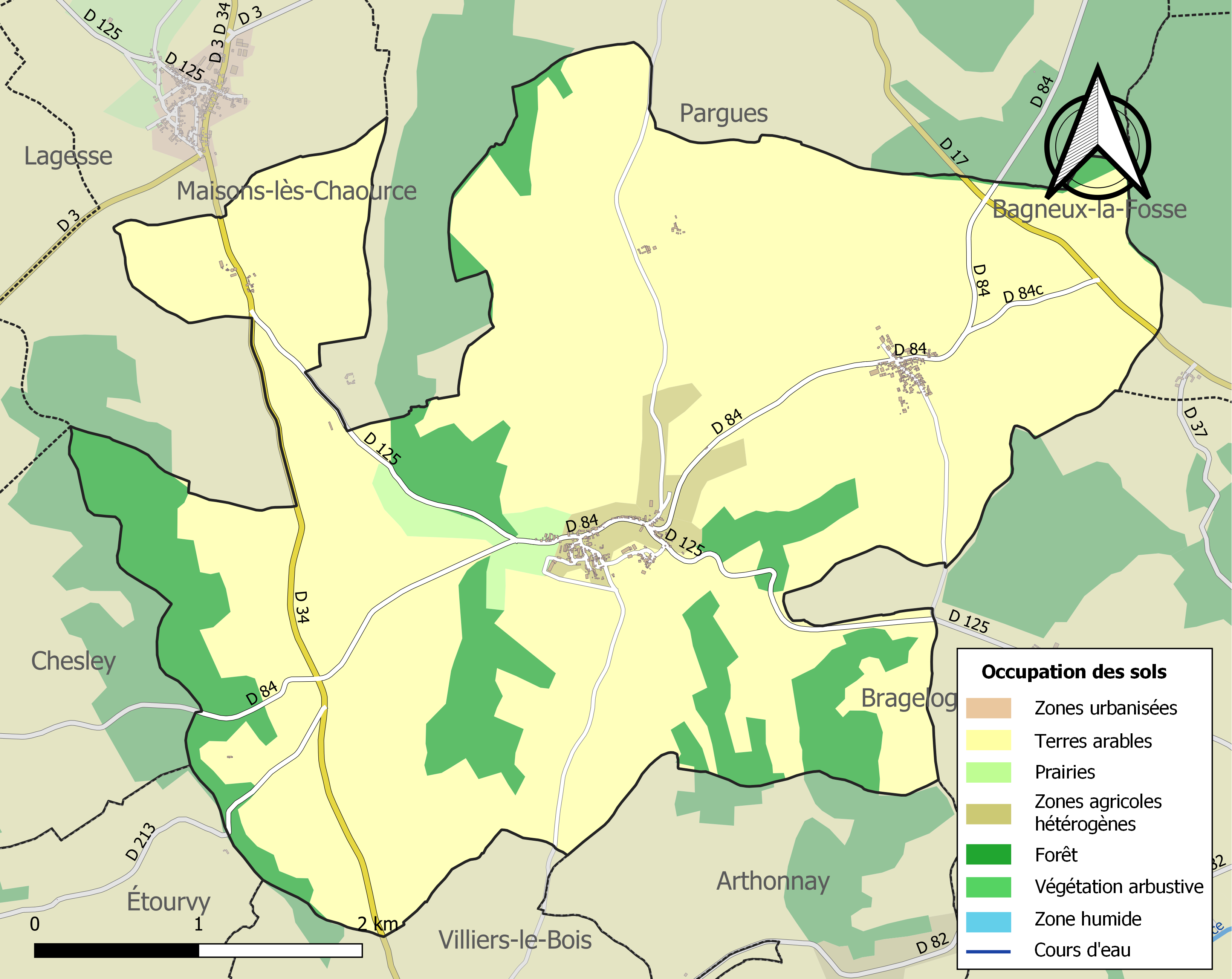
Carte des infrastructures et de l'occupation des sols de la commune en 2018 (CLC).

## Histoire
À l'époque gallo-romaine, trois voies partaient de Vertault (Vertillum, centre important au sud de la Côte-d'Or) en direction du nord. L'une de ces voies passait par Chaource via Balnot-la-Grange.
Jusqu'au XVIe siècle, Balnot ne fut qu'une grange, c'est-à-dire une ferme appartenant à l'abbaye de Quincy. Mais cette dernière ne pouvant remettre en valeur cette grange ruinée, elle décide d'en démembrer les terres et, selon un accord de 1518, fait un don à chaque habitant désireux de s'installer. Ce don consiste en un arpent pour y édifier une maison et ses dépendances moyennant une censive pour l'habitation, une redevance pour le foyer et un droit de terrage sur les terres. Les nouveaux hôtes reçoivent un droit d'usage dans les bois et un étang appartenant à l'abbaye, et en outre, y gagnent l'abandon du servage. Il est stipulé que les habitants ne peuvent s'assembler que sur l'autorisation de l'abbé. Le village a été ceint d'un mur mais d'Arbois ne le fait pas remonter avant le XVIe siècle.
En 1775, l'économiste français Dupont de Nemours préconise trois degrés d'assemblées :
- des municipalités de paroisse ;
- des municipalités d'arrondissement ou d'élection ou encore de district ;
- des municipalités de province.

Le règlement royal du 23 juin 1787 demande que chaque élection soit divisée en 6 arrondissements électoraux. Mais ce règlement fut diversement appliqué et c'est ainsi que l'élection de Bar-sur-Aube fut divisée en douze arrondissements dont celui de Balnot-la-Grange ! Mais son existence a été brève puisqu'il n'a servi de délimitation électorale que pour un seul vote.
En 1789, le village dépendait de l'intendance et la généralité de Châlons, de l'élection de Bars-sur-Aube et du bailliage de Troyes.

## Politique et administration
| Période                                  | Période   | Identité       | Étiquette | Qualité     |
| ---------------------------------------- | --------- | -------------- | --------- | ----------- |
| mars 2001                                | mars 2008 | Serge Hugerot  |           |             |
| mars 2008                                | En cours  | Patrice Nosley | DVD       | Agriculteur |
| Les données manquantes sont à compléter. |           |                |           |             |

## Démographie
L'évolution du nombre d'habitants est connue à travers les recensements de la population effectués dans la commune depuis 1793. Pour les communes de moins de 10 000 habitants, une enquête de recensement portant sur toute la population est réalisée tous les cinq ans, les populations de référence des années intermédiaires étant quant à elles estimées par interpolation ou extrapolation. Pour la commune, le premier recensement exhaustif entrant dans le cadre du nouveau dispositif a été réalisé en 2006.

En 2022, la commune comptait 112 habitants, en évolution de −8,2 % par rapport à 2016 (Aube : +0,7 %, France hors Mayotte : +2,11 %).
| 1793 | 1800 | 1806 | 1821 | 1831 | 1836 | 1841 | 1846 | 1851 |
| ---- | ---- | ---- | ---- | ---- | ---- | ---- | ---- | ---- |
| 478  | 504  | 444  | 451  | 506  | 452  | 403  | 386  | 442  |

| 1856 | 1861 | 1866 | 1872 | 1876 | 1881 | 1886 | 1891 | 1896 |
| ---- | ---- | ---- | ---- | ---- | ---- | ---- | ---- | ---- |
| 398  | 381  | 392  | 364  | 348  | 321  | 323  | 312  | 296  |

| 1901 | 1906 | 1911 | 1921 | 1926 | 1931 | 1936 | 1946 | 1954 |
| ---- | ---- | ---- | ---- | ---- | ---- | ---- | ---- | ---- |
| 278  | 271  | 243  | 228  | 250  | 248  | 236  | 228  | 230  |

| 1962 | 1968 | 1975 | 1982 | 1990 | 1999 | 2006 | 2011 | 2016 |
| ---- | ---- | ---- | ---- | ---- | ---- | ---- | ---- | ---- |
| 221  | 224  | 191  | 181  | 184  | 158  | 155  | 130  | 122  |

| 2021 | 2022 | - | - | - | - | - | - | - |
| ---- | ---- | - | - | - | - | - | - | - |
| 115  | 112  | - | - | - | - | - | - | - |

## Lieux et monuments
- L'actuelle ferme de Malassise est une ancienne demeure seigneuriale du XVIe siècle qualifiée de  manoir.
- L'église paroissiale sous le vocable de la Nativité-de-la-Vierge, dont la cure était du doyenné de st-Vinnemer, à la collation de l'abbé de Quincy.